# Martha Mödl
Martha Mödl (née à Nuremberg le 22 mars 1912 et morte à Stuttgart le 17 décembre 2001) est une soprano, plus tard mezzo-soprano allemande, spécialiste des grands rôles dramatiques, notamment wagnériens (Isolde, Kundry, Brünnhilde).

## Biographie et carrière
Née en 1912, Martha Mödl commence ses études de chant sur le tard, à 28 ans, au conservatoire de sa ville natale, après avoir été comptable,.
Elle fait ses débuts en 1942 dans le rôle de Hänsel, dans Hänsel und Gretel de Humperdinck. Elle développe peu à peu une tessiture de soprano dramatique, soutenue par un tempérament de tragédienne. Remarquée par Wieland Wagner, elle est de l'équipe des premières années du « Nouveau Bayreuth », incarnant d'abord Kundry dans le Parsifal dirigé par Hans Knappertsbusch, lors de la réouverture du Festival en 1951.
Elle y chante ensuite Isolde, Brünnhilde et même Sieglinde en 1954. Applaudie à Londres (Carmen mémorable de 1950), comme à Vienne (elle inaugure l'Opéra reconstruit, en 1955, dans un remarquable Fidelio), Paris ou New York, elle reste fidèle à l'Opéra de Stuttgart, dont elle fait officiellement partie depuis 1953. Ses enregistrements, pour la plupart pris sur le vif, font entendre son tempérament de feu et de sang, particulièrement sa Kundry de 1951, son Isolde de 1952 ou sa Léonore dans Fidelio de 1953. Elle marque les spectateurs par sa voix de soprano au registre étendu, ses talents d'actrice, l'intensité de sa présence sur scène et sa longévité.
À partir des années 1960 et de la dégradation progressive de sa voix, qui perd en aigus, elle passe au répertoire de mezzo (Clytemnestre dans Elektra). Elle se produit sur scène jusque peu avant sa mort, dans des rôles de plus en plus parlés, mais avec une intensité dramatique intacte. Elle meurt en décembre 2001 dans une clinique de Stuttgart, âgée de 89 ans,.

## Discographie sélective
- Parsifal (Kundry), dir. Hans Knappertsbusch (1951)
- Tristan et Isolde (Isolde), dir. Herbert von Karajan (1952)
- Le Crépuscule des dieux (Gutrune), dir. Joseph Keilberth (1952)
- Parsifal (Kundry), dir. Clemens Krauss (1953)
- Fidelio (Leonore), Wilhelm Furtwängler (1953)
- L'Anneau du Nibelung (Brünnhilde), dir. Wilhelm Furtwängler (1953)
- La Walkyrie (Brünnhilde), dir. Wilhelm Furtwängler (1954)
- La Walkyrie (Brünnhilde), dir. Joseph Keilberth (1955)
- Elektra (Klytämnestra), dir. Herbert von Karajan (1964)
- Le Crépuscule des dieux (Waltraute), dir. Karl Böhm (1967)

## Sources
- Guide des opéras de Wagner. Livrets — Analyses — Discographies, sous la direction de Michel Pazdro, Paris, Fayard, coll. « Les Indispensables de la musique », 1998.
- Dictionnaire encyclopédique Wagner, sous la direction de Timothée Picard, Arles, Actes Sud / Paris, Cité de la musique, 2010.
- L’Univers de l’opéra. Œuvres, scènes, compositeurs, interprètes, sous la direction de Bertrand Dermoncourt, Paris, Robert Laffont, coll. « Bouquins », 2012.
- Le Nouveau Dictionnaire des interprètes, sous la direction de Alain Pâris, Paris, Robert Laffont, coll. « Bouquins », 2015.